# 丘倫貝洛斯山脈國家自然公園
丘倫貝洛斯山脈國家自然公園（西班牙語：Parque nacional natural Serranía de los Churumbelos Auka-Wasi），是哥倫比亞的國家公園，位於該國西南部考卡省、卡克塔省、乌伊拉省和普圖馬約省，處於哥倫比亞東部山脈，成立於2007年8月30日，面積971.9平方公里。